# Пирц-Мусар, Наташа
Наташа Пирц-Мусар (словен. Nataša Pirc Musar; род. 9 мая 1968, Любляна) — словенский юрист, писательница, журналистка, политический и государственный деятель. Президент Словении с 23 декабря 2022 года. Первая женщина-президент со времён получения независимости страны в 1991 году. В прошлом — уполномоченная по информации (2005—2014), президент Красного Креста Словении (2015—2016).

## Ранняя жизнь и образование
Родилась 9 мая 1968 года в Любляне.
Изучала право на юридическом факультете Люблянского университета (окончила в 1992 году). В 1997 году сдала экзамен на адвоката, а позже устроилась на телевидение Словении, где проработала шесть лет журналистом и ведущей центральной программы новостей. Затем в течение пяти лет была ведущей центральной информационной программы 24УР на коммерческом телеканале POP TV.

## Юридическая и деловая карьера
С апреля 2003 года работала в Верховном суде Словении в качестве директора Центра образования и информации. С марта 2011 года была вице-президентом Объединённого наблюдательного органа Европола, а с 2012 года и до окончания срока полномочий комиссара по информации — президентом этого органа Евросоюза. После окончания срока полномочий уполномоченного по информации она основала собственную юридическую фирму, которая с 2016 года называется Pirc Musar & Lamut Strle.
Известна своими книгами о свободе информации, юридическими заключениями и громкими судебными делами, в которых она представляла жену Дональда Трампа, Меланию Трамп, партию социал-демократов и других известных клиентов.

## Кандидат на пост президента Словении
23 июня 2022 года выдвинула свою кандидатуру на пост президента Словении в качестве независимого кандидата. Её поддержали бывшие президенты страны Милан Кучан и Данило Тюрк, Пиратская партия и Молодёжная партия — Европейские зелёные.
Пирц-Мусар никогда не была членом какой-либо политической партии и не собирается ею становиться.
В первом туре выборов 23 октября 2022 года набрала 26,87 %, заняла второе место и вышла во второй тур. Победила во втором туре, набрав 54 %.

### Предвыборная программа
В своей программе сделала упор на долгосрочное мышление и поиск консенсуса. Она заявила, что «Мы, как страна, регрессируем в плане развития. Другие страны опережают нас, в том числе потому, что у нас нет преемственности проектов в ключевых областях и мы начинаем всё сначала при каждой смене правительства. Часто просто потому, что нет доверия к подготовленному предшественниками».
В программе 4 пункта:
- Реформа здравоохранения путем опоры государственной системы на концессионеров и включение частной инициативы
- Реформа пенсионной системы с системой длительного ухода, с возможностью параллельной реформы социальных выплат и введения всеобщего базового дохода («Бедность пожилых людей неприемлема в таком относительно богатом обществе, как Словения!»)
- Борьба с изменением климата, сохранение резервов питьевой воды, подземных вод и биоразнообразия
- Участие в системе коллективной обороны НАТО, повышение кибербезопасности, деятельность в рамках Евросоюза, обеспечение энергоснабжением, водоснабжением и питанием.

Выступает за активную роль президента во внешней дипломатии, за легализацию эвтаназии, против разделения информационной программы ТВ Словении на две части и против нынешней редакционной политики телевидения.
Назвала бывшего президента Ирландии Мэри Робинсон образцом для подражания среди государственных деятелей.

## Частная жизнь
Замужем за бизнесменом Алешем Мусаром (Aleš Musar; род. 1965). У них есть сын Макс (род. 2001). Они являются владельцами поместья под названием «Русская дача».

## Награды
- Большой крест на цепи ордена «За заслуги перед Итальянской Республикой» (2025 год, Италия)[22]
- Большой крест ордена Спасителя (2024 год, Греция)[23]